# William de Ufford, II conte di Suffolk
William de Ufford II conte di Suffolk (1339 circa – Palazzo di Westminster, 15 febbraio 1382) che visse sotto i regni di Edoardo III d'Inghilterra e Riccardo II d'Inghilterra; suo padre venne creato Conte di Suffolk da Edoardo III nel 1337.
William era il quartogenito e tutti i suoi fratelli maggiori morirono prima di lui, giacché fu lui stesso a succedere al padre nel 1369. Durante il decennio del 1370 partecipò a diverse campagne per la Guerra dei cent'anni e nel tempo si legò strettamente a Thomas de Beauchamp, XII conte di Warwick e a Giovanni Plantageneto, I duca di Lancaster. Le sue capacità diplomatiche vennero largamente apprezzante nell'ambito della politica nazionale ed egli riuscì ad arbitrare lo scontro fra Giovanni Plantageneto e i parlamentari della Camera dei Comuni nel 1376. Nel 1381 partecipò alla soppressione della Rivolta dei contadini nell'Anglia orientale e scappò egli stesso a fatica dalle mani dei ribelli. William morì improvvisamente nel 1382 mentre assisteva a una seduta del parlamento e poiché non aveva figli viventi il titolo si estinse e le proprietà vennero disperse.

## Il figlio cadetto
William de Ufford era il quartogenito di Robert de Ufford, I conte di Suffolk (10 agosto 1298-4 novembre 1369) che fu il primo della sua famiglia ad essere insignito del contado di Suffolk nel 1337 per volere di Edoardo III d'Inghilterra, Robert infatti aveva combattuto lealmente per il sovrano durante la Guerra dei cent'anni e quella doveva essere una ricompensa. Robert partecipò infatti alla Battaglia di Crécy, all'Assedio di Calais (1346) e alla Battaglia di Poitiers (1356).
Nel 1318 Robert aveva sposato Margaret Norwich, figlia di Walter Norwich che allora era Lord gran tesoriere, e questo matrimonio ampliò ulteriormente le sue proprietà nell'Anglia orientale.
Dell'infanzia di William si sa poco se non che era il quarto figlio e che fino al 1366 aveva ancora almeno due fratelli maggiori viventi. Quello che si sa è che egli cercò di crearsi una posizione autonoma attraverso un buon matrimonio, nel 1361 si sposò con Joan Montagu (1349-1375), figlia di Alice di Norfolk (1324 circa-1352) il cui padre Tommaso Plantageneto era uno dei figli di Edoardo I d'Inghilterra. La prima traccia delle sue attività militari risale al 1367, ma è probabile che egli avesse già seguito il padre in qualche altra campagna militare precedente insieme a Thomas de Beauchamp futuro Conte di Warwick. I due uomini divennero amici, erano nati più o meno nello stesso periodo ed erano probabilmente stati nominati cavalieri a breve distanza uno dall'altro nel 1355 e nessuno dei due era nato erede diretto dei titoli della loro famiglia, ma vi erano ascesi per via della morte dei loro fratelli maggiori, titolo che ereditarono entrambi nel 1369.

## I tre amici
Nel 1367 sia William che Thomad furono probabilmente spediti in Prussia per una spedizione militare e il 4 novembre 1369 Robert morì lasciando William erede del titolo e delle proprietà di famiglia. Come Conte di Suffolk egli partecipò a diverse campagne infruttifere che vennero combattute nella Guerra dei cent'anni durante il decennio del 1370 insieme a Thomas che era divenuto da poco Conte di Warwick. Furono loro a scortare Carlo II di Navarra durante i suoi viaggi da e per l'Inghilterra dalla sua dimora di Cherbourg-Octeville nel 1370. Nel 1372 Edoardo III gli ordinò di prepararsi per una spedizione in Francia che venne annullata e fra il 1373 ed il 1374 accompagnarono il principe Giovanni nella sua infruttifera chevauchée che andò da Calais a Bordeaux. Fra il 1375 e il 1376 William venne insignito dell'Ordine della Giarrettiera, il rapporto fra lui e Thomas divenne più stretto che mai e quando rimase vedovo, attorno a quel periodo, decise di sposare egli decise di sposare la sorella dell'amico Isabel de Beauchamp (morta il 29 settembre 1416) che era già vedova a sua volta.
Anche i legami con Giovanni si andavano rafforzando, una delle figlie che la moglie Isabella aveva avuto dal primo matrimonio era infatti posta sotto la custodia di Giovanni in quanto erede della baronia del padre John le Strange, IV barone Le Strange.
Al Parlamento del 1376 William fu eletto in una commissione che doveva dirimere le controversie nate fra i parlamentari e Giovanni circa le fallimentari politiche fiscali e militari che egli aveva adottato, dal momento che in quel periodo egli era, di fatto, a capo della corona, giacché il padre era molto malato e il suo erede Riccardo (figlio del defunto fratello di Giovanni Edoardo il Principe Nero) era solo un bambino. A dispetto dell'amicizia che legava William al principe i parlamentari si fidarono della sua imparzialità e neutralità, dopo che il Parlamento venne sciolto William presenziò a un sontuoso pranzo dato dalla Camera dei Comuni, pranzo nel quale spiccò l'assenza di Giovanni.

## Alla corte del re
Edoardo III morì nel 1377 e al trono salì il decenne Riccardo II d'Inghilterra, per la sua incoronazione William venne incaricato di portare lo scettro e fu in seguito ammesso nel concilio minore del re, tale concilio venne sciolto nel 1380, ma egli rimase comunque una figura centrale della corte. Partecipò ai negoziati per il matrimonio del re con Anna di Boemia e si preoccupò di mettere pace fra Giovanni ed Henry Percy I conte di Northumberland (10 novembre 1341-20 febbraio 1408). Nell'Anglia orientale William era divenuto un vero e proprio magnate, quando nel 1381 vi si scatenò la Rivolta dei contadini egli fu uno dei suoi più convinti soppressori ed un giorno mentre stava pranzando presso Bury St Edmunds fu sorpreso da un manipolo di ribelli il cui capo sperava di poterlo persuadere ad unirsi a loro in modo da dare alla rivolta un appoggio nobiliare. William rifiutò decisamente e fuggì alla volta di Londra dove si rifornì di uomini per tornare a Bury St Edmunds incontrando assai poca resistenza. Una buona parte del lavoro di soppressione fu svolto anche da Henry le Despenser Vescovo di Norwich che lasciò a William il compito di intercettare i ribelli rimanenti per processarli.
Il 15 ottobre 1382 William si trovava al Palazzo di Westminster per assistere a una seduta del parlamento, non appena egli ebbe salito le scale che portavano alla camera dove i lord si ritiravano cadde a terra morto.
Secondo il cronacotecario Thomas Walsingham (morto circa nel 1422) William era un uomo amabile e rispettato da molti e la notizia della sua scomparsa fu accolta con grande tristezza. Dal punto di vista politico si era rivelato un abile conciliatore e aveva dimostrato più volte questa sua capacità.
Il suo primo matrimonio con Joan Montagu aveva dato cinque figli, ma nessuno di questi era riuscito a sopravvivere e dalla seconda moglie Isabella non aveva avuto eredi. Tutte le terre che egli aveva avuto dalla prima moglie furono accorpate a quelle del Conte di Norfolk, mentre tutto il suo patrimonio andò alla corona. In accordo alle sue ultime volontà le terre della famiglia, ma non il titolo, passarono ai Baroni Willoughby di Eresby che erano collegati alla sua famiglia tramite il matrimonio.
Nel 1385 il titolo di Conte di Suffolk andò a Michael de la Pole, I conte di Suffolk (1330 circa-5 settembre 1389) e buona parte delle terre legate al titolo vennero date a lui.